# Fraganter Scharte
Die Fraganter Scharte ist ein 2754 m ü. A. hoher Pass in der Goldberggruppe an der Grenze der österreichischen Bundesländer Salzburg im Norden und Kärnten im Süden. Es ist ein Übergang vom Raurisertal in die Fragant. Ältere Bezeichnungen sind Wurtenscharte oder Goldbergtauern. Die Fraganter Scharte liegt am Alpenhauptkamm. Die höchsten Gipfel in der Nähe sind das Alteck (2942 m) im Westen und das Schareck (3123 m) im Osten.

## Geschichte
Die Fraganter Scharte war über Jahrhunderte, während des Rauriser Goldbergbaus, ein wichtiger Übergang von Kolm-Saigurn in das kärntnerische Wurtenthal (heute Fragant). Die Kärntner Knappen nutzen den Pass an den Feiertagen, auch im Winter, um in ihre Heimatsdörfer zu gelangen.

## Aufstieg
Markierte Anstiege:
- Weg 102 Tauernhöhenweg
- Weg 119 von Kolm-Saigurn

## Karten
- ÖK 50, Blatt 154 (Rauris)